# Top 40-lijst van week 5, 1965
Deze hits stonden op 30 januari 1965 in week 5 in de Nederlandse Top 40.

## Top 40 week 5, 1965
| Rang | Land                     | Artiest                                                                           | Titel                                  | Rang vorige week | Aantal weken in de Top 40 | Hoogste positie | Aantal punten |
| ---- | ------------------------ | --------------------------------------------------------------------------------- | -------------------------------------- | ---------------- | ------------------------- | --------------- | ------------- |
| 1    | Verenigd Koninkrijk      | The Beatles                                                                       | I Feel Fine                            | 1                | 5                         | 1               | 200           |
| 2    | Canada                   | Lucille Starr                                                                     | The French Song                        | 2                | 5                         | 2               | 195           |
| 3    | Verenigd Koninkrijk      | Petula Clark                                                                      | Downtown                               | 3                | 5                         | 3               | 155           |
| 4    | Verenigde Staten         | Chubby Checker                                                                    | Lovely, Lovely (Loverly, Loverly)      | 7                | 3                         | 4               | 84            |
| 5    | Verenigd Koninkrijk      | Cliff Richard                                                                     | I Could Easily Fall (In Love With You) | 4                | 5                         | 4               | 170           |
| 6    | Verenigd Koninkrijk      | The Rolling Stones                                                                | Little Red Rooster                     | 5                | 5                         | 4               | 163           |
| 7    | Italië                   | Adamo                                                                             | Dolce Paola                            | 11               | 5                         | 4               | 166           |
| 8    | Italië                   | Adamo                                                                             | Les Filles Du Bord De Mer              | 22               | 3                         | 8               | 60            |
| 9    | Verenigde Staten         | Trini Lopez                                                                       | Adalita                                | 14               | 5                         | 9               | 104           |
| 10   | Verenigd Koninkrijk      | Julie Rogers                                                                      | The Wedding                            | 10               | 5                         | 9               | 155           |
| 11   | Nederland                | Willeke Alberti                                                                   | Mijn Dagboek                           | 6                | 5                         | 4               | 173           |
| 12   | Verenigde Staten         | The Supremes                                                                      | Baby Love                              | 9                | 5                         | 8               | 152           |
| 13   | Nederland                | Wim Sonneveld                                                                     | Frater Venantius                       | 21               | 3                         | 13              | 52            |
| 14   | Verenigde Staten         | Jay and the Americans                                                             | Come A Little Bit Closer               | 13               | 5                         | 13              | 113           |
| 15   | Verenigde Staten         | Roy Orbison                                                                       | Pretty Woman                           | 8                | 5                         | 3               | 173           |
| 16   | Nederland                | Imca Marina                                                                       | Harlekino                              | 12               | 5                         | 5               | 159           |
| 17   | Nederland Zweden Finland | Dutch Swing College Band / Gudrun Jankis / Stig Rauno / Jan Rodhe & The Wild Ones | Let kiss / Letkis / Letkis jenka       | 29               | 3                         | 17              | 43            |
| 18   | Verenigd Koninkrijk      | The Rolling Stones                                                                | Tell Me                                | 15               | 5                         | 11              | 130           |
| 19   | Italië / België          | Rocco Granata                                                                     | Noordzeestrand                         | 19               | 4                         | 18              | 74            |
| 20   | Griekenland              | Trio Hellenique                                                                   | Ni Nanai                               | 17               | 4                         | 17              | 72            |
| 21   | Nederland                | Gert en Hermien Timmerman                                                         | In Der Mondhellen Nacht                | 20               | 5                         | 7               | 129           |
| 22   | Verenigd Koninkrijk      | The Rolling Stones                                                                | Time Is On My Side                     | 16               | 5                         | 10              | 114           |
| 23   | Verenigd Koninkrijk      | The Shadows                                                                       | Genie with the Light Brown Lamp        | 18               | 3                         | 18              | 56            |
| 24   | Verenigde Staten         | The Drifters                                                                      | Saturday Night at the Movies           | 27               | 4                         | 24              | 41            |
| 25   | Verenigde Staten         | Gene Pitney                                                                       | I'm Gonna Be Strong                    | 23               | 4                         | 22              | 77            |
| 26   | Canada                   | Lucille Starr                                                                     | Crazy Arms/Colinda                     | 28               | 3                         | 26              | 42            |
| 27   | Verenigd Koninkrijk      | Georgie Fame and the Blue Flames                                                  | Yeh Yeh                                | 37               | 2                         | 27              | 18            |
| 28   | Duitsland                | Ronny                                                                             | Kenn Ein Land/Kleine Annabell          | 25               | 5                         | 18              | 89            |
| 29   | Canada                   | Lorne Greene                                                                      | Ringo                                  | 38               | 5                         | 20              | 47            |
| 30   | Nederland                | ZZ en de Maskers                                                                  | Ik Heb Genoeg Van Jou                  | 31               | 5                         | 20              | 63            |
| 31   | Verenigde Staten         | The Supremes                                                                      | Come See About Me                      | 24               | 5                         | 17              | 79            |
| 32   | Nederland                | Helma & Selma                                                                     | Bergen van Tirol                       | -                | 1                         | 32              | 9             |
| 33   | Duitsland                | Manuela                                                                           | Schneemann                             | 35               | 3                         | 30              | 31            |
| 34   | Verenigd Koninkrijk      | The Searchers                                                                     | What Have They Done to the Rain        | 39               | 2                         | 34              | 9             |
| 35   | Verenigd Koninkrijk      | The Kinks                                                                         | All Day And All Of The Night           | 26               | 5                         | 17              | 89            |
| 36   | Oostenrijk               | Freddy                                                                            | Vergangen Vergessen Vorüber            | 34               | 4                         | 22              | 39            |
| 37   | Nederland                | Gert Timmerman                                                                    | De Schommelstoel                       | -                | 1                         | 37              | 4             |
| 38   | Brazilië                 | Los Indios Tabajaras                                                              | Maria Elena                            | 36               | 5                         | 25              | 41            |
| 39   | Verenigde Staten         | P.J. Proby                                                                        | Somewhere                              | -                | 1                         | 39              | 2             |
| 40   | Verenigde Staten         | Brenda Lee                                                                        | Ich Will Immer Auf Dich Warten         | 33               | 3                         | 33              | 12            |

Als een cijfer bij  'Hoogste positie'  is dikgedrukt, dan betekent dat dat het nummer in deze week zijn hoogste positie, tot deze week toe, heeft behaald. 

## Nummers die vorige week wel in de lijst stonden, maar deze week niet meer
Deze week zijn er 3 nummers uit de lijst gegaan.
| Aantal weken volgehouden | Aantal punten | Hoogste positie | Rang vorige week | Land             | Artiest      | Titel                            |
| ------------------------ | ------------- | --------------- | ---------------- | ---------------- | ------------ | -------------------------------- |
| 4                        | 62            | 11              | 30               | Verenigde Staten | Jim Reeves   | There's A Heartache Following Me |
| 4                        | 56            | 13              | 32               | Verenigde Staten | Roy Orbison  | Pretty Paper                     |
| 4                        | 64            | 16              | 40               | Verenigde Staten | The Supremes | Where Did Our Love Go            |